# Сорока (станція)
Сорока — тупикова залізнична станція 5-го класу Шевченківської дирекції Одеської залізниці на неелектрифікованій одноколійній лінії Оратів — Сорока (завдожки 15,4 км). Найближча залізнична станція Дашівська знаходиться за 9 км в бік Оратова. Розташована в однойменному селі Сорока Вінницького району Вінницької області.
Станція обслуговує лише вантажні перевезення таких промислових підприємств, як: «Сороцький мірошник», ТОВ «Мінерал Груп», ТОВ СХК «Вінницька промислова група», «Вінницяоблпаливо», ДП «Іллінецьке лісове господарство» тощо.

## Історія
Станція відкрита у 1914 році. З того часу збереглася типова будівля вокзалу.  
У минулому станція була обладнана напівавтоматичним блокуванням, але з часом потрібність у світлофорах відпала та їх було демонтовано.
У липні 2020 року постало питання про закриття залізничної станції, проте після втручання очільника Вінницької області Сергія Борзова питання щодо подальшого функціонування залізничної станції вдалося владнати.
Станом на 17 липня 2020 року питання про закриття станції Сорока вирішено не було, у зв'язку з відсутністю самого факту закриття. ПАТ «Христинівська дистанція колій» не закривала станцію, але закрила ще з 20 березня 2020 року залізничний перегон. Тобто де-юре станція не закрита і питання про закриття не підіймалось, але де-факто станція не працює, так як закритий залізничний перегон завдовжки 15,4 км зі станції Оратів. Станом на 2020 рік середньодобова кількість поданих вагонів за рік була менше ніж 1,2 вагони/добу, що означало, що на підставі цього планувалося закрити у 2021 році станцію, як малодіяльну на підставі Статуту Укрзалізниці та Законів України. Така ж доля має торкнутися і станцію Липовець та станцію Оратів, якщо питання з відновленням руху вантажів на станції Сорока не буде влагоджене.
З 6 серпня 2020 року відновлено вантажний рух до станції Сорока, що сприяло роботі підприємства залізничного транспорту.

## Галерея

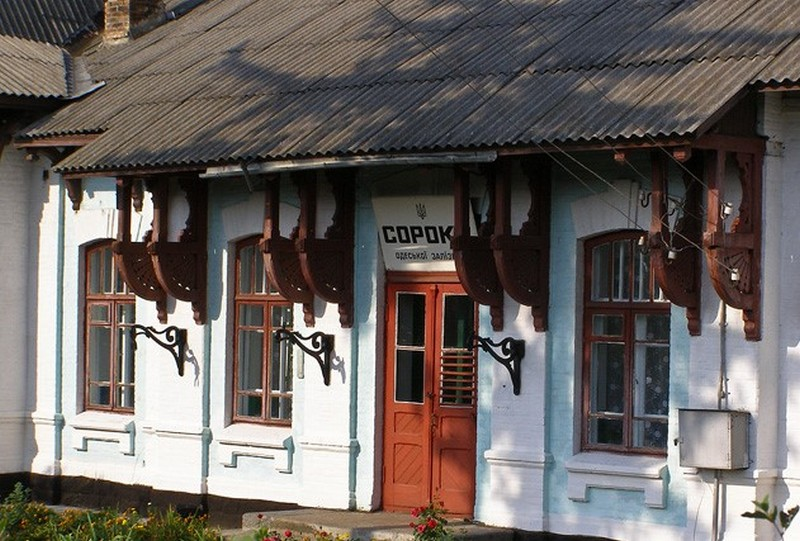
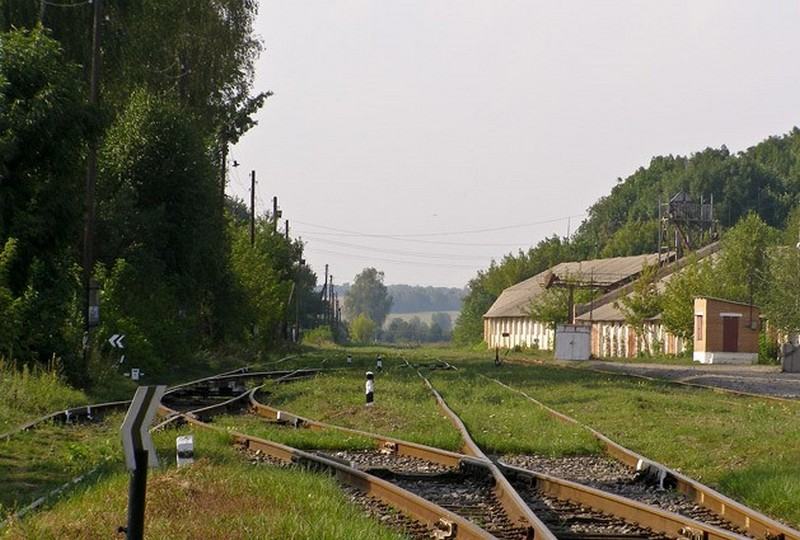